# Българска нова демокрация
„Българска нова демокрация“ (БНД) е първоначално само парламентарна група в XL народно събрание на Република България. Основана е на 5 декември 2007 г. от 17 депутати, изключени или напуснали по свое желание партията и съответно парламентарната група на НДСВ. Председател на групата е депутатът Борислав Ралчев.

## Парламентарна група на БНД в XL народно събрание
- Борислав Ралчев – председател,
- Валентин Милтенов – зам.-председател,
- Татяна Калканова – зам.-председател,
- Членове: Атанас Щерев, Бойко Боев, Борислав Великов, Ваня Цветкова, Владимир Дончев, Енчо Малев, Илко Димитров, Йордан Костадинов, Кръстанка Атанасова Шаклиян, Лидия Шулева, Николай Свинаров, Петя Илиева Гегова, Пламен Панайотов и Светослав Иванов Спасов.

## Учредителен конгрес на партията през 2008 г.
Политическа партия „Българска нова демокрация“ е учредена на 11 май 2008 г. Сред основните цели на БНД е „да бъде партия на регионите“.
Ръководен орган на партията е Съветът на регионите, който ръководи дейността на партията в периода между конгресите и определя регионалната политика на БНД. Централният изпълнителен съвет е оперативния орган за управление на партията, който се състои от 15 членове и се оглавява от председателя на партията. Контролният орган на БНД е Контролният съвет, в който членуват 5 души, избрани от Конгреса на партията.

### Централен изпълнителен съвет на ПП БНД, избран на 11 май 2008 г.
- Николай Свинаров – председател,
- Лидия Шулева – зам.-председател,
- Борислав Великов – зам.-председател,
- Христо Савчев Христов – зам.-председател,
- Бойко Николов Боев – организационен секретар,
- Членове: Борислав Ралчев, Валентин Милтенов, Ваня Крумова Цветкова, Веселин Веселинов Николов, Владимир Дончев, Камелия Филипова Мирчева-Димитрова, Кръстанка Атанасова Шаклиян, Петя Илиева Гегова, Пламен Панайотов, Светлин Василев Лисичков, Стефан Минков и Румяна Димова Ранкова.

### Контролен съвет на ПП БНД, избран на 11 май 2008 г.
- Атанас Щерев – председател,
- Членове: Атанас Диянов, Димо Боев, Слав Едрев и София Захариева.

## Участие в евроизборите през 2009 г.
ПП БНД участва на изборите за евродепутати през 2009 г., като водач на листата на партията е доц. Борислав Великов. Партията не успява да изпрати свои представители в Европейския парламент.

## Участие в парламентарните избори през 2009 г.
БНД не участва на проведените парламентарни избори през есента на 2009 г.

## Втори редовен конгрес на партията
На 2 април 2011 г. е Вторият редовен конгрес на ПП „Българска нова демокрация“ (БНД). В съзвучие с мнението на делегатите на Втория конгрес бе затвърдено принципното позициониране на ПП БНД в дясноцентристкото политическо пространство.
За председател единодушно е избран Васимир Радулов – икономист по образование, последователно заемал мениджърски и висши счетоводни и одиторски позиции в редица компании, работещи в сферата на независимия финансов одит, активен член на БНД от нейното създаване. За заместник-председатели на партията са избрани доц. Борислав Великов, доц. Атанас Щерев и Стефан Минков, познати и уважавани публични личности, народни представители от XXXIX и XL НС.

### Централен изпълнителен съвет на ПП БНД, избран на 2 април 2011 г.
- Васимир Радулов – председател,
- доц. Борислав Великов – зам.-председател,
- доц. Атанас Щерев – зам.-председател,
- Стефан Минков – зам.-председател,
- Валери Георгиев – организационен секретар,
- Членове: Николай Свинаров, Снежана Донева, Слав Едрев, Камелия Мирчева, Кръстанка Шаклиян, Иван Димитров, Йордан Тошев, Димо Боев, Константин Генчев, София Захариева.

### Контролен съвет на ПП БНД, избран на 2 април 2011 г.
Валери Стоичков, Йордан Атанасов, Тодор Джамбов, Николай Спасов, Антон Мерсинков.

## Участие в общинските избори през 2011 г.
През есента на 2011 г. ПП БНД участва в изборите за общински съветници и кметове, като се регистрира самостоятелно в ЦИК. В много общини БНД участва със самостоятелни кандидатури за кметове и общински съветници, но има и общини, в които БНД се включва в местни инициативни комитети и коалиции за подкрепа на регистрирани кандидати. На тези избори БНД успява да реализира 14 общински съветници, като в общините: Варна, Монтана, Хасково, Кюстендил, Плевен, Видин и др. С подкрепата на партията успяват да реализират мандат кандидатите за кметове в общини: Бургас, Хасково, Кюстендил, Монтана и др.

## Участие в президентските избори през 2011 г.
За изборите за президент на Република България БНД се включва в дясното обединение ОДС (Общност на демократичните сили), партията не издига самостоятелна кандидатура.

## Участие в предсрочните парламентарни избори през 2013 г.
На предсрочните парламентарни избори през 2013 г. ПП БНД участва заедно с ПП ЛИДЕР и ПП НИЕ, но това обединение от партии не успява да реализира депутатски мандати.

## Участие в евроизборите през 2014 г.
ПП БНД не се регистрира в ЦИК за участие на евроизборите на 25 май 2014 г., партията няма свои кандидати, които да участват на тези избори.

## Участие в парламентарните избори през 2014 г.
През лятото на 2014 г. (1 август 2014) председателят на БНД Васимир Радулов подава оставката си пред своите заместници – доц. Борислав Великов, доц. Атанас Щерев, Стефан Минков и пред ЦИС на БНД. ЦИС на ПП БНД уважава този формален акт и приема депозирана оставка от Васимир Радулов, като упълномощава доц. Борислав Великов да представлява политическата партия до провеждането на конгрес.
В следващите месеци, след проведените редица срещи и преговори БНД се присъединява официално към регистрираната в ЦИК за изборите на 5 октомври 2014 г. коалиция от политически партии Реформаторски блок (РБ). Като свой кандидат за народен представител в XLIII народно събрание, БНД предлага доц. Борислав Великов. Доц. Великов е водач на листите на РБ в 10-и МИР (Монтана). След успешните резултати на РБ и лично на представителя на ПП БНД на изборите доц. Великов е избран за депутат в 43 Парламент. Така след период от 6 години извън Парламента на Република България ПП БНД отново изпраща свои представители в Народното събрание.

## Трети редовен конгрес на ПП БНД
На 18 април 2015 г. се провежда Третият редовен конгрес на ПП БНД. На него е избрано ново ръководство на партията. За Председател на ПП БНД е избран доц. д-р Борислав Великов.

### Централен изпълнителен съвет на ПП БНД, избран на 18 април 2015 г.
- доц. Борислав Великов – председател,
- доц. Атанас Щерев – зам.-председател,
- Стефан Минков – зам.-председател,
- Валери Георгиев – организационен секретар,
- Членове: Димо Боев, Йордан Тошев, Слав Едрев, Снежана Донева, проф. Константин Мутафчиев, Георги Димитров.

### Контролен съвет на ПП БНД, избран на 18 април 2015 г.
Валери Стоичков, Ивайло Христов, Николай Недялков, Тодор Иванов Джамбов, Даниела Григорова Иванова.